# Trolejbusy w Noworosyjsku
Trolejbusy w Noworosyjsku − system komunikacji trolejbusowej działający w stolicy rosyjskim mieście Noworosyjsk.
Trolejbusy w Noworosyjsku uruchomiono 1 kwietnia 1969. Zastąpiły one tramwaje, które ostatecznie zlikwidowano 24 sierpnia 1969.

## Linie
Obecnie w Noworosyjsku istnieje 7 linii trolejbusowych:
- 1: Улица Видова — 9-й микрорайон»
- 6: Железнодорожный вокзал (ст. Новороссийск) — 9-й микрорайон»
- 7: Цемдолина — Дворец творчества»
- 11: Улица Видова — 14-й микрорайон» (пиковый)
- 12: Мефодиевка — 9-й микрорайон»
- 13: Мефодиевка — Улица Видова» (пиковый)
- 14: Мефодиевка — 14-й микрорайон»

## Zajezdnie
W Noworosyjsku istnieje jedna zajezdnia trolejbusowa. Znajduje się przy ulicy Chworostiańskogo 19.

## Tabor
W Noworosyjsku eksploatowanych jest obecnie 51 trolejbusów:
- AKSM-101 − 3 trolejbusy (obecnie przygotowywane do kasacji)
- Trolza-5275.03 "Optima" − 3 trolejbusy (dostarczone w 2013 roku)
- ZiU-682G [G00] − 2 trolejbusy
- ZiU-682G-012 [G0A] − 24 trolejbusy
- ZiU-682G-016.02 − 4 trolejbusy (kupione z [Armawir|Armawiru] w 2010 roku)
- ZiU-682G-016.04 − 19 trolejbusów (kupione w 2009 roku)